# Atractaspis bibronii
Pour les articles homonymes, voir Atractaspis bibroni.
Espèce
Synonymes
- Atractaspis inornatus Smith, 1849
- Atractaspis bibroni Smith, 1849
- Atractaspis rostrata Günther, 1868
- Atractaspis katangae Boulenger, 1910
- Atractaspis coarti Boulenger, 1901

Atractaspis bibronii est une espèce de serpents de la famille des Lamprophiidae. 

## Répartition
Cette espèce se rencontre :
- en Afrique du Sud ;
- au Swaziland ;
- au Botswana ;
- en Namibie ;
- en Angola ;
- au Zimbabwe ;
- en Zambie ;
- dans le sud de la République démocratique du Congo ;
- au Malawi ;
- au Mozambique ;
- en Tanzanie ;
- au Kenya ;
- en Somalie.

## Description
C'est un serpent venimeux.

## Liste des sous-espèces
Selon The Reptile Database (12 février 2014) :
- Atractaspis bibronii bibroni Smith, 1849
- Atractaspis bibronii rostrata Günther, 1868

## Étymologie
Cette espèce est nommée en l'honneur de Gabriel Bibron.

## Publications originales
- Günther, 1868 : Sixth account of new species of snakes in the collection of the British Museum. Annals and magazine of natural history, sér. 4, vol. 1, p. 413-429 (texte intégral).
- Smith, 1849 : Illustrations of the zoology of South Africa, consisting chiefly of figures and descriptions of the objects of natural history collected during an expedition into the interior of South Africa, in the years 1834, 1835, and 1836; fitted out by "The Cape of Good Hope Association for Exploring Central Africa" : together with a summary of African zoology, and an inquiry into the geographical ranges of species in that quarter of the globe, vol. 3, Appendix.